# Inline-Speedskating-Europameisterschaften 2007
Die Europameisterschaften wurden im portugiesischen Estarreja (Bahn) und Ovar (Straße) ausgetragen. Die Wettkämpfe fanden vom 23. bis 29. Juli 2007 statt.
Die erfolgreichsten Teilnehmer waren Nicoletta Falcone mit vier Goldmedaillen bei den Frauen und Yann Guyader mit fünf Goldmedaillen bei den Herren.

## Frauen
| Distanz              | Gold                                                            | Silber                                                           | Bronze                                                      |
| Bahn                 | Bahn                                                            | Bahn                                                             | Bahn                                                        |
| -------------------- | --------------------------------------------------------------- | ---------------------------------------------------------------- | ----------------------------------------------------------- |
| 300 m Einzelsprint   | Nicoletta Falcone                                               | Erika Zanetti                                                    | Denise Traini                                               |
| 500 m Sprint         | Erika Zanetti                                                   | Nicoletta Falcone                                                | Jana Gegner                                                 |
| 1000 m Sprint        | Elma de Vries                                                   | Erika Zanetti                                                    | Lisa Kaluzni                                                |
| 10000 m Punkte-Auss. | Simona Di Eugenio                                               | Laetitia Le Bihan                                                | Nadine Gloor                                                |
| 10000 m Ausscheidung | Laura Lardani                                                   | Giovanna Turchiarelli                                            | Laetitia Le Bihan                                           |
| 3000 m Staffel       | Italien Elena Pichierri Giovanna Turchiarelli Laura Lardani     | Deutschland Jana Gegner Lisa Kaluzni Sandra Wieduwilt            | Niederlande Elma de Vries Mariska Huisman Bianca Roosenboom |
| Straße               |                                                                 |                                                                  |                                                             |
| 200 m Einzelsprint   | Nicoletta Falcone                                               | Erika Zanetti                                                    | Denise Traini                                               |
| 500 m Sprint         | Nicoletta Falcone                                               | Erika Zanetti                                                    | Elma de Vries                                               |
| 10000 m Punkte       | Simona Di Eugenio                                               | Nadine Gloor                                                     | Laura Lardani                                               |
| 15000 m Ausscheidung | Laura Lardani                                                   | Justine Halbout                                                  | Giovanna Turchiarelli                                       |
| 5000 m Staffel       | Italien Nicoletta Falcone Simona Di Eugenio Arianna Arcidiacono | Niederlande Bianca Roosenboom Elma de Vries Margot van der Merwe | Deutschland Jana Gegner Lisa Kaluzni Sandra Wieduwilt       |
| Langstrecke          |                                                                 |                                                                  |                                                             |
| 42195 m Marathon     | Giovanna Turchiarelli                                           | Jana Gegner                                                      | Hilde Goovaerts                                             |

## Männer
| Distanz              | Gold                                                     | Silber                                                       | Bronze                                                      |
| Bahn                 | Bahn                                                     | Bahn                                                         | Bahn                                                        |
| -------------------- | -------------------------------------------------------- | ------------------------------------------------------------ | ----------------------------------------------------------- |
| 300 m Einzelsprint   | Andrea Zanetti                                           | Wouter Hebbrecht                                             | Julien Despaux                                              |
| 500 m Sprint         | Luca Presti                                              | Julien Despaux                                               | Thomas Boucher                                              |
| 1000 m Sprint        | Luca Presti                                              | Thomas Boucher                                               | Patrizio Triberio                                           |
| 10000 m Punkte-Auss. | Yann Guyader                                             | Matteo Poletti                                               | Francisco Jose Peula                                        |
| 15000 m Ausscheidung | Yann Guyader                                             | Matteo Poletti                                               | Pierdavide Romani                                           |
| 3000 m Staffel       | Frankreich Yann Guyader Nicolas Pelloquin Pascal Briand  | Italien Claudio Naselli Patrizio Triberio Andrea Zanetti     | Deutschland Toni Deubner Pascal Ramali Nico Wieduwilt       |
| Straße               |                                                          |                                                              |                                                             |
| 200 m Einzelsprint   | Luca Presti                                              | Matthias Schwierz                                            | Wouter Hebbrecht                                            |
| 500 m Sprint         | Claudio Naselli                                          | Matthias Schwierz                                            | Michel Mulder                                               |
| 10000 m Punkte       | Francisco Jose Peula                                     | Matteo Poletti                                               | Julien Sourisseau                                           |
| 20000 m Ausscheidung | Yann Guyader                                             | Pierdavide Romani                                            | Francisco Jose Peula                                        |
| 5000 m Staffel       | Frankreich Julien Sourisseau Thomas Boucher Yann Guyader | Italien Matteo Poletti Patrizio Triberio Alessandro Gherardi | Spanien Garikoitz Lerga Francisco Jose Peula Fernando Mejia |
| Langstrecke          |                                                          |                                                              |                                                             |
| 42195 m Marathon     | Garikoitz Lerga                                          | Roy Boeve                                                    | Fabien Hascoet                                              |

## Medaillenspiegel
| Platz | Land        | Gold | Silber | Bronze | Gesamt |
| ----- | ----------- | ---- | ------ | ------ | ------ |
| 1.    | Italien     | 16   | 12     | 6      | 34     |
| 2.    | Frankreich  | 5    | 4      | 5      | 14     |
| 3.    | Spanien     | 2    | 0      | 3      | 5      |
| 4.    | Niederlande | 1    | 2      | 3      | 6      |
| 5.    | Deutschland | 0    | 4      | 4      | 8      |
| 6.    | Belgien     | 0    | 1      | 2      | 3      |
| 7.    | Schweiz     | 0    | 1      | 1      | 2      |